# A Week Away
A Week Away ist ein US-amerikanischer Musikfilm aus dem Jahr 2021 von Roman White mit Kevin Quinn, Bailee Madison, David Koechner und Sherri Shepherd in den Hauptrollen. A Week Away wurde am 26. März 2021 auf dem Video-on-Demand-Portal Netflix veröffentlicht.

## Handlung
Will Hawkins hat als kleiner Junge seine Eltern bei einem Unglück verloren und hat seitdem mehrere Pflegefamilien hinter sich. Außerdem gerät er immer wieder mit dem Gesetz in Konflikt. Nachdem er beim Klau eines Polizeiwagens geschnappt wird, steht er vor einer schwierigen Entscheidung: Entweder er geht in den Jugendstrafvollzug oder in ein einwöchiges Erziehungscamp. Er entscheidet sich für das Camp, welches sich bereits auf der Hinfahrt als religiöses Sommerlager entpuppt. Er teilt sich eine Hütte mit George, mit dem er sich anfreundet. Georges Mutter Kristin ist zusammen mit David Campleiter der Ferienanlage.
Will spielt im Camp zunächst den coolen Außenseiter, der alles doof und lächerlich findet. Als er jedoch Avery kennenlernt, ändert er seine Meinung und verliebt sich in sie. Er entwickelt ein Zugehörigkeitsgefühl und ihm machen sogar die Wettkämpfe der Ferienteilnehmer Spaß. Da ihm seine Vergangenheit unangenehm ist, behauptet er vor den anderen, ein entlegener Verwandter von Georg zu sein. Avery und er verbringen viel Zeit miteinander und sie zeigt ihm den Glauben an Gott.
Auch George ist seit dem letztjährigen Besuch heimlich in Presley verliebt. Sean ist ebenfalls in Avery verliebt und missbilligt die sich anbahnende Beziehung. Er schleicht sich eines Abends heimlich in Davids Büro und entdeckt Wills wahre Identität. Sean stellt Will vor ein Ultimatum: Entweder er gesteht Avery die Wahrheit oder Sean macht es. Will packt seine Sachen und verlässt heimlich das Camp. Georg, der dies mitbekommt, erzählt es Avery. Sie erfährt von Sean die Wahrheit und macht sich auf die Suche nach Will.
Nachdem Avery Will gefunden hat, möchte sie ihn zur Rückkehr bewegen. Will jedoch weiß nicht, was er im Camp noch machen soll, da er nicht an Gott glaubt, da dieser ihm seine Eltern genommen hat und ihn alleine auf der Erde zurückgelassen hat. Will erkennt, dass er nie glücklicher war, und kehrt pünktlich zum Talentwettbewerb ins Camp zurück. Ihm gelingt es zusammen mit George und seinem Team, den Wettbewerb zu gewinnen. Er versöhnt sich mit Sean und kommt mit Avery zusammen, während George seinen Mut zusammennimmt und Presley seine Liebe gesteht. Kristin bietet Will an zukünftig bei ihr und George zu wohnen und übernimmt Wills Pflegschaft. Die ganze Clique verabredet sich für das nächste Jahr im Camp.

## Hintergrund
Der Film wurde im September und Oktober 2019 in Nashville, Tennessee, in einem Zeitraum von acht Wochen gedreht. Angekündigt wurde der Film jedoch im Oktober 2019. Die Regie des Filmes übernahm der Musikvideo-Regisseur Roman White, der somit sein Langfilmdebüt gab.

## Soundtrack
Der Soundtrack zum Film wurde am 19. März 2021 in den Vereinigten Staaten und in Deutschland veröffentlicht.
Trackliste
1. Let's Go Make A Memory  – Kevin Quinn, Bailee Madison, Jahbril Cook, Kat Conner Sterling & Iain Tucker
2. The Great Adventure – Kevin Quinn, Bailee Madison, Jahbril Cook, Kat Conner Sterling, Iain Tucker & Sherri Shepherd
3. Good Enough – Kevin Quinn, Bailee Madison, Jahbril Cook & Kat Conner Sterling
4. Dive – Kevin Quinn, Bailee Madison, Jahbril Cook, Kat Conner Sterling & Iain Tucker
5. Baby, Baby – Jahbril Cook & Kevin Quinn
6. Place In This World – Kevin Quinn & Bailee Madison
7. Big House – Kevin Quinn, Bailee Madison, Jahbril Cook, Kat Conner Sterling & Iain Tucker
8. Awesome God / God Only Knows (Campfire Medley) – Kevin Quinn, Bailee Madison, Jahbril Cook, Kat Conner Sterling & Iain Tucker
9. Where I Belong – Kevin Quinn
10. Best Thing Ever (Stage Version) – Kevin Quinn
11. Best Thing Ever (Reprise) – Kevin Quinn, Bailee Madison, Jahbril Cook, Kat Conner Sterling & Iain Tucker
12. Best Thing Ever  – JOHNNYSWIM

## Rezeption
Der Film erhielt überwiegend gemischte Kritiken. Bei Metacritic erhielt der Film einen Metascore von 31/100 basierend auf 6 Rezensionen, bei Rotten Tomatoes waren 46 Prozent der 13 Rezensionen positiv.
Die Wiener Zeitung urteilt kurz, dass „die Wohlfühlfaktorenfabrik […] für diesen Film ordentlich ausgeschlachtet“ wurde und „spannende Charaktere mit Abgründen“ nicht erwartet werden dürfen.